# Changan UNI-K
Changan Uni-K — выпускаемый с 2020 года среднеразмерный кроссовер китайской компании Changan.

## История
Модель была впервые представлена на Автосалоне в Пекине в сентябре 2020 года в виде концепте Vision-V.
Мировая премьера модели состоялась в ноябре 2020 года на автосалоне в Гуанчжоу.
Название модели «Uni-K» созвучно английскому слову unique («уникальный»), происходит от китайского слова 引力 («yinli»), что переводится как «притяжение» — компания обыграла стильный дизайн модели, который должен «притягивать» взгляды окружающих.
В прессе Китая кроссовер называли «китайским Lexus RX», в линейке марки занимает второе место после флагмана Changan CS95.
Двигатель — бензиновый турбомотор собственной разработки Blue Whale 2.0T, мощность 226 л. с., работающий с 8-ступенчатым «автоматом» Aisin.
Привод — полный, системы Nextrac от компании BorgWarner, три режима работы: 4WD, Auto и 2WD.

## На рынке в России
В октябре 2021 года модель прошла сертификацию в России и получила одобрение типа транспортного средства, выход на рынок предполагался в начале 2022 года, даже был открыт прием предварительных заказов (неофициальные цены на модель варьировались от 2,7 до 3,5 миллиона рублей), в июне 2022 года автомобили появились в наличии в автосалонах, но с указанной ценой в 5,5 миллиона рублей.

## На рынке в Беларуси
В 2024 году компания Лозанж получила статус эксклюзивного дистрибьютора в Беларуси легковых автомобилей Changan. Первые партии Changan Uni-K поступят к концу года.